# 121212
『121212』は小南泰葉の4枚目のミニアルバム。2012年12月12日にEMIミュージック・ジャパンからリリースされた。

## 音楽性・構成
小南自身が「今回は私のゴリ推し曲を入れたい！と思ったので、強い曲しか入れてない」と語る濃厚な楽曲群で構成されている。
同時に、収録曲数5曲に対して編曲者4組を起用する多彩さを見せている。また、西川進編曲の2曲のうち「絶望に棲むキダルト達へ」は制作時期が異なるため声質が異なるという。
アルバムコンセプトとしてコペルニクス的転回を掲げている。

### 「善悪の彼岸」
リード曲として先行配信され、またMVが制作されている。

### 12月12日
アルバムタイトルとも連動する楽曲だが、インディーズ時代のミニアルバム「勧毒懲悪」にも収録されている。本作での再レコーディングについて小南は「歌い始めた瞬間にこれはすごいテイクになると〜」とコメントしている。

### アートワーク
「コペルニクス的転回」というテーマを表すアートワークとして、サッチャー錯視を利用したジャケット写真を採用している。

## リリース

### リリース日付
アルバムタイトルが示す通り、リリース日である2012年12月12日は同じ数が並ぶ特異な日付である。小南自身は、この2年前に収録曲「12月12日」を作ったときから、この日付でのリリースを意識していたという。この日は、通常CDの発売曜日である水曜日でもあった。
また、ちょうど1年前にあたる2011年12月12日にも、シングル「Soupy World」をリリースしている。

### キダルナイト
リリースイベントとしてリリース当日の午前0:00に開演する「キダルナイト」が開催された。12時12分に歌う「12月12日」をはじめとして、アルバムにちなんだ趣向で構成されていた。
また、このイベントのもようはニコニコ生放送でネット配信された。

## ツアー
本アルバムと連動して、2013年2月に東名阪で「コペルニクス的転回」ツアーが開催された。会場掲示物が上下逆転し、アンコールからライブが開始するなど、「逆転」の趣向が各所に盛り込まれた。また、グッズとして販売してきた藁人形が2012年に目標の1000体に達したことを受けて、過去に頒布した藁人形の「奉納」を各ライブ会場で受け付けた。

## 収録曲
| 全作詞・作曲: 小南泰葉。 |                                   |          |            |                        |
| #                        | タイトル                          | 作詞     | 作曲・編曲 | 編曲                   |
| 1.                       | 「視聴覚教室」                    | 小南泰葉 | 小南泰葉   | 戸高賢史               |
| 2.                       | 「お蜜会/小南泰葉“秘蜜の花薗”蜜」 | 小南泰葉 | 小南泰葉   | 小南泰葉“秘密の花園”蜜 |
| 3.                       | 「「善悪の彼岸」」                | 小南泰葉 | 小南泰葉   | 西川進                 |
| 4.                       | 「絶望に棲むキダルト達へ」        | 小南泰葉 | 小南泰葉   | 西川進                 |
| 5.                       | 「12月12日」                      | 小南泰葉 | 小南泰葉   | 羽毛田丈史             |